# Michael Foot (historyk)
Michael Richard Daniell Foot (ur. 14 grudnia 1919, zm. 18 lutego 2012), posługujący się inicjałami M.R.D. Foot – historyk brytyjski. 

## Życiorys
Syn zawodowego żołnierza, uczęszczał do Winchester College i New College, Oxford, po czym wstąpił do armii brytyjskiej z wybuchem drugiej wojny światowej i służył w artylerii (Royal Artillery). Walczył we Francji w ostatniej fazie wojny, także jako oficer wywiadu wojskowego, a przez pewien czas był jeńcem wojennym. Za swoją służbę został odznaczony medalem za udział we francuskim ruchu oporu w Bretanii w 1944 roku.
Po wojnie Foot wykładał przez osiem lat w uniwersytecie w Oxfordzie, po czym został profesorem historii nowożytnej w uniwersytecie w Manchester. Jego przeżycia z okresu wojny wywołały trwające całe życie zainteresowanie europejskimi ruchami oporu, zagadnieniami wywiadu i przeżyciami jeńców wojennych. Był znany ze swoich prac z dziedziny współczesnej historii wojskowości i operacji wywiadowczych.
Foot opuścił Partię Pracy w czasie, gdy jego imiennik Michael Foot (z którym nie jest on spokrewniony) był jej przywódcą, a następnie wstąpił do brytyjskiej Partii Socjaldemokratycznej.

## Publikacje
- Great Britain and Luxemburg 1867 (Wielka Brytania a Luksemburg w 1867 roku) (English Historical Review, lipiec 1952),
- Gladstone and Liberalism (Wielka Brytania a liberalizm) (1952) wraz z J.L. Hammondem,
- British Foreign Policy since 1898 (Brytyjska polityka zagraniczna od 1898 roku) (1956),
- Men in Uniform: Military Manpower in Modern Industrial Societies (Człowiek w mundurze: personel wojskowy w nowoczesnych społeczeństwach przemysłowych) (1961),
- SOE in France. An Account of the Work of the British Special Operations Executive in France 1940-1944 (SOE we Francji. Opis pracy brytyjskiego Kierownictwa Akcji Specjalnych we Francji 1940-1944) (1966),
- The Gladstone Dairies (Dzienniki Gladstona) (od 1968) - wydawca,
- War and Society: Historical Essays in Honour and Memory of J.R. Western 1926-1971 (Wojna a społeczeństwo: Szkice historyczne ku czci J.R. Western) (1973) - wydawca,
- Thank God We Kept the Flag Flying: Siege and Relief of Ladysmith 1899-1900 (Dzięki bogu sprawiliśmy to, że flaga nie przestała powiewać: Oblężenie i odsiecz Ladysmith 1899-1900) (1974),
- Resistance - An Analysis of European Resistance to Nazism 1940-1945 (Opór - analiza europejskiego ruchu oporu przeciwko nazizmowi 1940-1945) (1977),
- Six Faces of Courage (Sześć oblicz odwagi) (1978)
- MI9: Escape or Evasion (MI9: Ucieczka czy wykręt) (1979) wraz z Jamesem Maydon Langley
- Little Resistance: Teenage English Girl's Adventures in Occupied France (Mały opór: przygody brytyjskiej nastolatki w okupowanej francji) (1982) wraz z Antonią Hunt,
- SOE, The Special Operations Executive 1940-1946 (SOE, Kierownictwo Akcji Specjalnych) (1984)
- Art and War: Twentieth Century Warfare as Depicted By War Artists (Sztuka i wojna: wojna dwudziestego wieku przedstawiona przez artystów czasu wojny) (1990)
- Open and Secret War, 1938-1945 (Wojna jawna i tajna 1938-1945) (1991),
- Oxford Companion to World War II (Oxfordzki informator na temat drugiej wojny światowej) (1995) wraz z I. C. B. Dear,
- Foreign Fields: The Story of an SOE Operative (Obszary zagraniczne: historia funkcjonariusza SOE) (1997),
- SOE in the Low Countries (SOE w Niderlandach) (2001),
- Secret Lives: Lifting the Lid on Worlds of Secret Intelligence (Tajne zyciorysy: wgląd w światy wywiadu) (2002) - wydawca,
- The Next Moon: The Remarkable True Story of a British Agent Behind the Lines in Wartime France (Następny księżyc: niezwykła i prawdziwa historia brytyjskiego agenta po drugiej stronie frontu we Francji czasu wojny) (2004) with Ewen Southby-Tailyour and Andre Hue
- Clandestine Sea Operations in the Mediterranean, North Africa and the Adriatic 1940-1944: (Konspiracyjne operacje morskie w obszarze śródziemnomorskim, Afryce Północnej i na Adriatyku 1940-1944) wraz z Richardem Brooks.